# Episodi de Le ragazze del centralino (quarta stagione)
La quarta stagione della serie televisiva Le ragazze del centralino, composta da 8 episodi, è stata interamente pubblicata a livello internazionale sul servizio on demand Netflix il 9 agosto 2019.
| nº | Titolo originale | Titolo italiano            | Pubblicazione Spagna | Pubblicazione Italia |
| -- | ---------------- | -------------------------- | -------------------- | -------------------- |
| 1  | La igualdad      | Capitolo 25: L'uguaglianza | 9 agosto 2019        | 9 agosto 2019        |
| 2  | La libertad      | Capitolo 26: Libertà       | 9 agosto 2019        | 9 agosto 2019        |
| 3  | La justicia      | Capitolo 27: La giustizia  | 9 agosto 2019        | 9 agosto 2019        |
| 4  | El miedo         | Capitolo 28: La paura      | 9 agosto 2019        | 9 agosto 2019        |
| 5  | La vida          | Capitolo 29: La vita       | 9 agosto 2019        | 9 agosto 2019        |
| 6  | La duda          | Capitolo 30: Il dubbio     | 9 agosto 2019        | 9 agosto 2019        |
| 7  | La felicidad     | Capitolo 31: La felicità   | 9 agosto 2019        | 9 agosto 2019        |
| 8  | La suerte        | Capitolo 32: La fortuna    | 9 agosto 2019        | 9 agosto 2019        |